# Freraea montana
Freraea montana är en tvåvingeart som först beskrevs av Daniel William Coquillett 1897.  Freraea montana ingår i släktet Freraea och familjen parasitflugor. Inga underarter finns listade i Catalogue of Life.